# نجمة داوود (فلم)
نجمة داوود هو فيلم رعب-غموض مصري، من إخراج وتأليف أحمد صديق. الفيلم من بطولة وعلا عادل واحمد عفيفي ومحمد عثمان وسندريلا النادي وأحمد خالد وأحمد صديق وغيداء صبري وياسمين سليمان وعلي مصطفى وعبد الرحمن ماجد. صدر الفيلم في 5 مايو 2015، وحقق ردود فعل جيدة من النقاد حيث اشاد المؤلف أيمن سلامة بمدي جودة الفيلم في صناعة أفلام الرعب المصرية وعلق عليه «فيلم أكثر من رائع». لغت ميزانية الفيلم أقل من 15 ألف جنيه مصري.

## ملخص القصة
تدور أحداث فيلم نجمة داوود حول فتاة تدعى سارة تقرر السفر خارج البلاد بعد حادث أودى بحياة والديها وحينما تقرر العودة لمصر تجد الكثير من المفاجاءات حينما يظهر لها رمز نجمة داوود وقد رسم بالدماء علي الحوائط لتجد نفسها عالقة في عالم الأحلام المفزع .

## طاقم العمل
- علا عادل بدور سارة
- احمد عفيفي بدور كريم
- محمد عثمان بدور خالد
- سندريلا النادي بدور دعاء
- أحمد خالد
- أحمد صديق
- غيداء صبري
- ياسمين سليمان
- علي مصطفى
- عبد الرحمن ماجد

## تهميشات
- الفيلم يعتبر الجزء الثاني لفيلم الدراما والرعب المستقل منزل الأسرار
- لم تتجاوز ميزانية الفيلم أكثر من 15,000 الف جنية مصري
- اشاد المؤلف أيمن سلامة بمدي جودة الفيلم في صناعة أفلام الرعب المصرية وعلق عليه " فيلم أكثر من رائع "
- استمر تصوير الفيلم 10 أشهر كاملة و 3 شهور مونتاج

## روابط خارجية
- مقالات تستعمل روابط فنية بلا صلة مع ويكي بيانات